# Tandsnäcka
Tandsnäcka (Perforatella bidentata) är en snäckart som först beskrevs av Johann Friedrich Gmelin 1788.  Tandsnäcka ingår i släktet Perforatella, och familjen hedsnäckor. IUCN kategoriserar arten globalt som livskraftig. Enligt den finländska rödlistan är arten nära hotad i Finland. Arten är reproducerande i Sverige. Artens livsmiljö är friska och torra lundar.